# Père Castor
Pour les articles homonymes, voir Castor.
Ne doit pas être confondu avec Les Histoires du père Castor ou école du Père Castor.

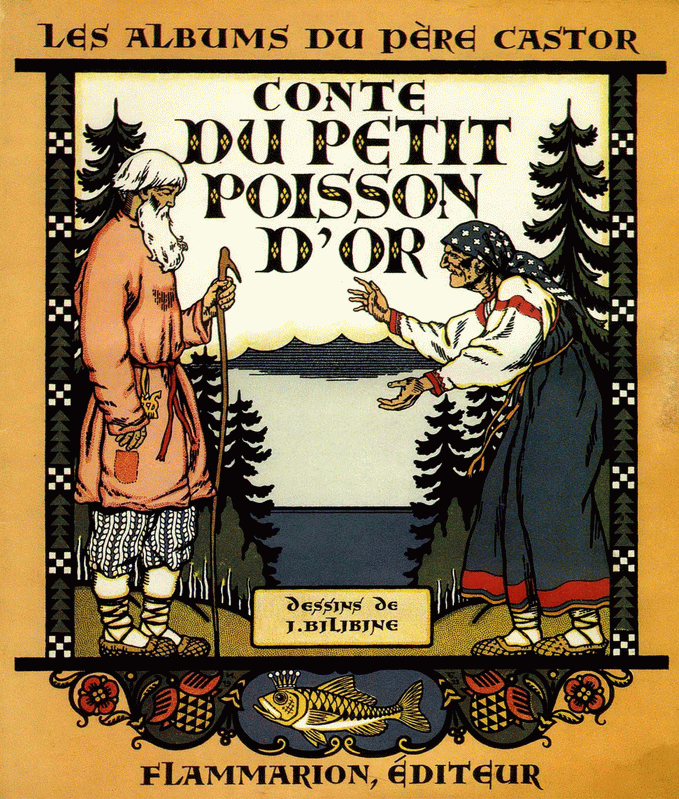
Le Conte du petit poisson d'or de Rose Celli, album du Père Castor, illustré par Ivan Bilibine (1933).

Le Père Castor est une collection de l'éditeur Flammarion qui publie depuis 1931 des ouvrages pour les enfants de 1 à 10 ans. Elle tient son nom du personnage principal —  le père Castor — qui par une histoire ne se lasse pas d'expliquer les choses du monde et de la vie à ses enfants — trois jeunes castors, Câline, Grignote et Benjamin — censés symboliser des enfants désireux d'apprendre.
Conçus par des militants de l'éducation nouvelle, Paul Faucher et son épouse Lida Durdikova, ces livres sont considérés comme les premiers albums modernes pour enfants.
Les « Histoires du père Castor » ont été inscrites en 2018 dans le registre international Mémoire du monde de l'UNESCO.

## Fondateur

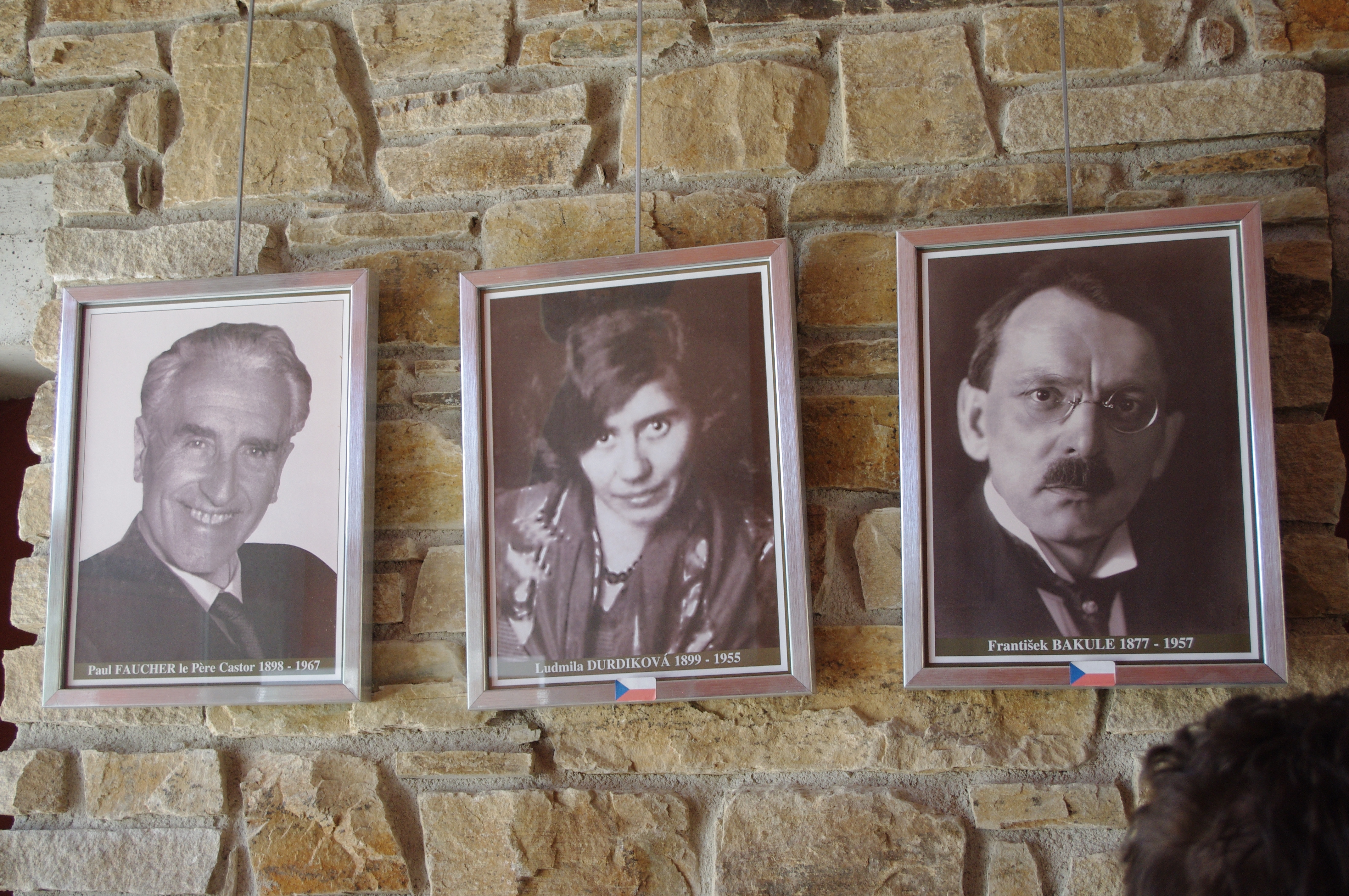
Paul Faucher, Lida Durdikova et František Bakule

Le fondateur de la collection est Paul Faucher (1898-1967), pionnier de l'éducation nouvelle, qui avait en 1927 lancé la collection « Éducation » chez Flammarion. C'était un passionné des thèses de la pédagogue tchécoslovaque Lida Durdikova et de son compatriote associé František Bakule. Lida Durdikova a signé des albums du Père Castor du seul nom de Lida ; elle épousera Paul Faucher en 1932.
Rompant avec la conception traditionnelle de l'album artistique cartonné, conçu comme un cadeau d'étrennes où l'art ne s'émancipe pas du luxe, Faucher destine sa collection à tous les enfants, si bien qu'il est rapidement soutenu par l'institution scolaire. Ses albums sur papier ont une couverture souple et des pages agrafées qui désacralisent l'objet livre. Ils ont des formats variés selon leurs objectifs littéraires et graphiques. Faucher fait appel à des illustrateurs de grand talent, dont certains sont situés dans la mouvance des avant-gardes russes : Hélène Guertik, Fiodor Rojankovski, Alexandra Exter, Nathalie Parain, Georges Tcherkessof, Natan Altman et Ivan Bilibine.
En 1946, après la parution d'une centaine d'albums, Paul Faucher ouvre le Centre de recherche biblio-pédagogique de l'atelier du père Castor et, l'année suivante, l'école du Père Castor.

## Description
Près de deux mille ouvrages de cette collection sont actuellement distribués en librairie. Les plus vendus ces derniers temps[Quand ?] sont : 
- les albums classiques, mais toujours réédités, Roule galette de Natha Caputo et Pierre Belvès, et — de Gerda Muller et Paul François — Les Trois Petits Cochons et les Bons Amis ;
- des romans junior plus récents, souvent des romans historiques d'ailleurs : Louison et Monsieur Molière de Marie-Christine Helgerson (2001), Double meurtre à l'abbaye de Jacqueline Mirande (1998), le Coupeur de mots d'Hans Joachim Schädlich et Jeanne Etoré (1990), l'Œil d'Horus d'Alain Surget (1999), le Col des mille larmes de Xavier-Laurent Petit (2004) ;
- des imagiers, notamment Mon imagier du Père Castor à la maison de Magdalena Guirao-Jullien (2004) et l'Imagier du Père Castor d'Anne Bozellec, Christian Broutin et Kersti Chaplet.

### Albums du père Castor

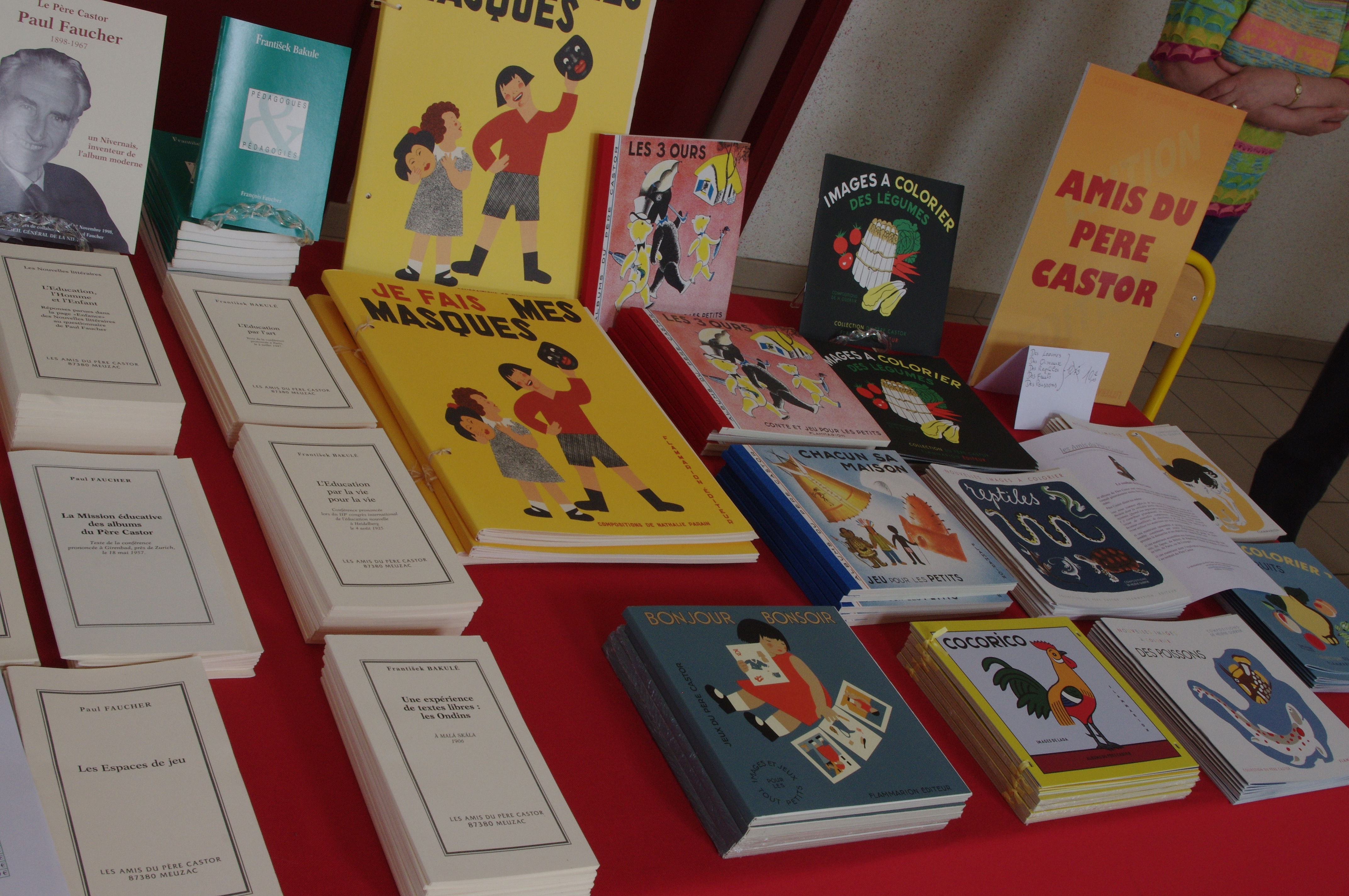
Les albums anciens réédités

L'objectif de la collection divisée en « premières lectures » et « secondes lectures » est d’accompagner les enfants vers la lecture autonome.
Les répertoires incluent également des contes et jeux pour apprendre à compter issus des travaux de  Ladislav Havránek
.
Certains albums sont devenus des classiques du livre jeunesse (Roule galette, Michka, La Vache orange, Marlaguette, Mélanie souris, Les Bons amis…) et font l'objet de rééditions régulières, depuis 1989 accompagnées de cassettes audio, puis de CD audio. Ils ont même fait l'objet d'adaptations en dessin animé sous le titre Les Histoires du père Castor.

### Collections
En 1947, Paul Faucher crée, avec la collaboration de Jean-Michel Guilcher, la collection Le Montreur d'images, albums d'histoire naturelle illustrés de photos de plantes ou d'animaux en noir et blanc et destinés à un public d'adolescents. Remarquable par la qualité des photos et des textes, la collection est accueillie avec enthousiasme, mais s'avère peu rentable, en dépit de quelques rééditions. Dix volumes, dont six consacrés aux plantes et quatre aux animaux, sont publiés entre 1947 et 1958.
En 1948, Paul Faucher lance la collection Les Enfants de la Terre, destinée aux enfants de 7 à 12 ans, avec comme premier titre Apoutsiak le petit flocon de neige, par Paul-Émile Victor. Viennent ensuite la découverte du mode de vie d'un enfant pygmée (Mangazou), d'après les récits d'un chercheur du musée de l'Homme, Raoul Hartweg, puis d'un jeune Indien (Amo) en 1951. Suivront Jan de Hollande, Grégoire, petit paysan du Moyen Âge, en 1959, Le Petit Italien Antonio en 1961, L'Antillais Féfé en 1962, Louis du Limousin, écrit par Andrée-Paule Fournier et traduit en langue d'oc par Maurice Robert, en 1972. En tout, vingt titres sont publiés dans cette collection qui s'achève avec Johane du Québec de Cécile Gagnon en 1983.
Pour les plus jeunes, le Père Castor s'est fait depuis 1952 une spécialité de l'imagier pour inciter l’enfant à la découverte du monde qui l’entoure.
Le succès intemporel de la collection incite l'éditeur, dans les années 1980, à développer en parallèle quatre collections de romans sous Castor Poche : 
- Castor Benjamin :  à partir de 3 ans, des livres de 32 à 48 pages avec des illustrations colorées ;
- Castor Cadet : à partir de 7 ans, abordant des sujets d’actualité et des sujets proches de la vie quotidienne (l’amitié, la tolérance, la compétition…) ;
- Castor Junior :  à partir de 10 ans, abordant toutes sortes de sujets, la vie dans d'autres pays, etc., cette collection reprend les thèmes chers à la collection des Enfants de la Terre. Quelques illustrations en noir et blanc soutiennent l'attention du lecteur ;
- Castor Senior :  trait d'union entre la littérature enfantine et la littérature classique. Textes d'auteurs connus comme Andrée Chedid, Troyat etc.

Certains titres de la collection Castor Poche apparaissent dans la bibliographie de référence du ministère de l'Éducation nationale.

## Postérité
Après la disparition de Paul Faucher en 1967, c'est son fils François qui lui succède jusqu'à sa retraite en 1996. Il est remplacé par Hélène Wadowski, venue des éditions Nathan.

### École
L'école du Père Castor a fermé en 1961, mais une de ses enseignantes, Nina Rist, a poursuivi l'expérience en créant l'école nouvelle d'Antony.

### Les Amis du père Castor
L'association des Amis du père Castor a été fondée par François Faucher en 1996, à son départ à la retraite. Son but est de « donner à chaque enfant l'envie de grandir et d'entreprendre dans l'enthousiasme » (François Faucher). Elle se consacrait aussi à l'aménagement de la maison du Père Castor, qui devait initialement être installée dans le moulin de Forgeneuve, à Meuzac près de Limoges et à la réédition, à un rythme artisanal, de fac-similés des albums anciens.
L'association réédite également les textes fondateurs de Paul Faucher, de František Bakule et certains travaux de chercheurs issus des archives de la médiathèque, mais aussi, des albums datant des années 1930-1950 devenus introuvables, en reproductions identiques (fac-similés), dont une trentaine de titres sont disponibles.

### Médiathèque

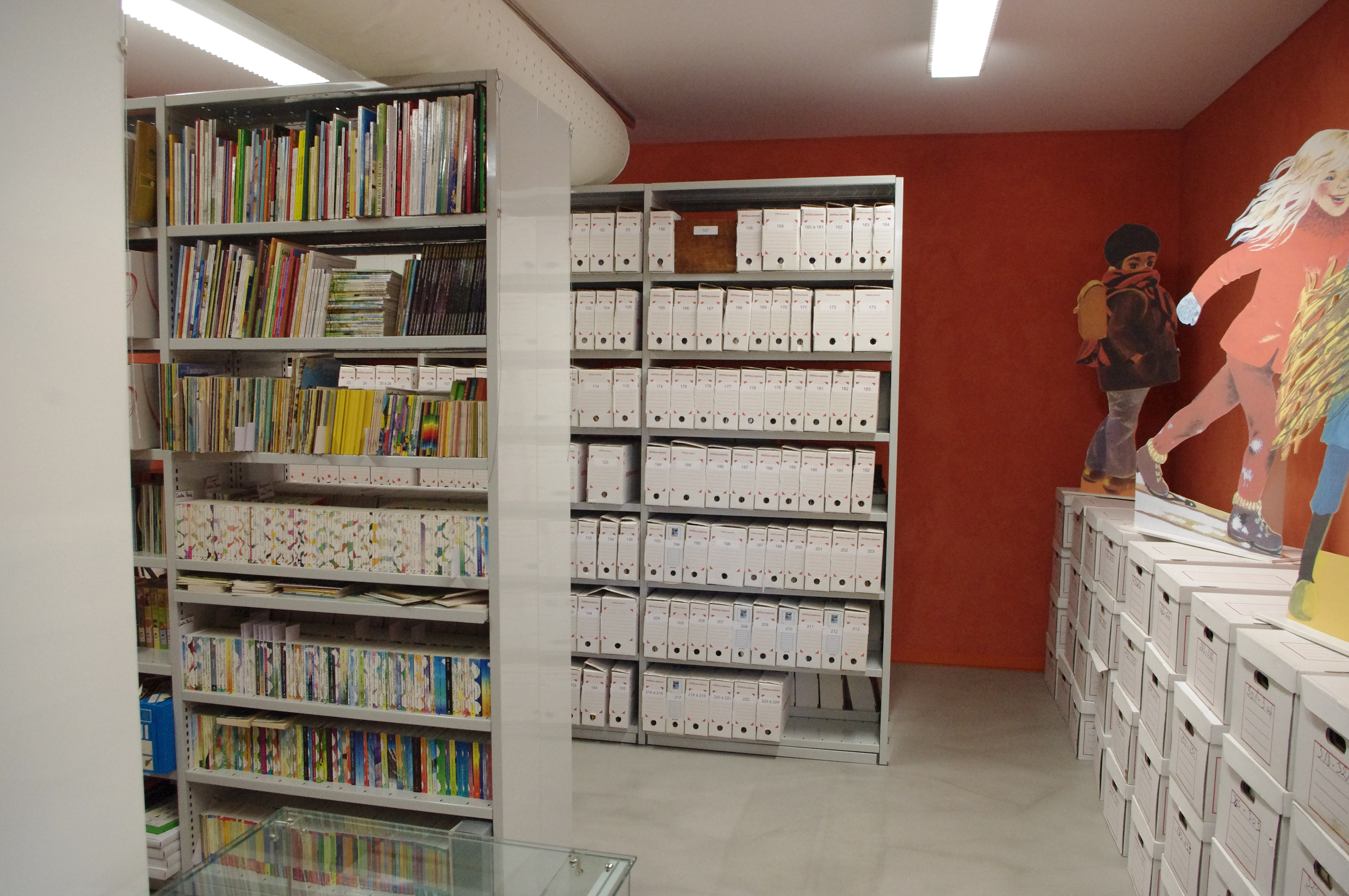
Les archives du Père Castor, à la médiathèque de Meuzac

La maison du Père Castor devient une médiathèque, qui voit finalement le jour en 2006.
Celle-ci est construite sur le terrain de la famille Faucher, face à l'étang de Forgeneuve, mais le moulin est resté dans son état d'origine. Destinée à recueillir les archives des éditions du Père Castor et de Paul et François Faucher, la médiathèque présente également des expositions régulières et organise des ateliers d'activités pour les enfants, dans l'esprit du Père Castor. De plus, elle dispose d'un « terrain d'aventures » bordant un bois et un ruisseau, comportant un labyrinthe végétal, un terrier, un verger, un potager, un rucher et un espace extérieur pour se restaurer. La médiathèque du Père Castor en tant que bibliothèque de lecture publique relaie, selon la phrase de Paul Faucher « la poésie du réel et le merveilleux de la nature » qui caractérisent les albums de la collection du Père Castor.
En 2017, l'Unesco inscrit les « archives du Père Castor » (documents liés au lancement de la collection, dessins originaux, correspondance, etc.) dans le registre international Mémoire du monde,.

### Adaptation télévisée
Le « Père Castor » a inspiré une série télévisée d'animation en cent cinquante-six épisodes de six minutes, intitulé Les Histoires du père Castor, réalisés par Jean Cubaud et Pascale Moreaux. La première diffusion a eu lieu en 1993 sur France 3 et Canal J. Elle a été rediffusée sur France 5 dans Zouzous à compter de l'année 2011.